# Lípa porozumění
Lípa porozumění je soliterní památný strom v Heřmanicích, části obce Starý Jičín v okrese Nový Jičín. Nachází se vedle kříže porozumění u silnice Heřmanice - Hranické Loučky, v pohoří Podbeskydská pahorkatina v Moravskoslezském kraji.

## Historie a popis
Lípa porozumění je lípa malolistá (Tilia cordata Mill.), která je celoročně volně přístupná. Je to poslední z původně 4 slavnostně vysazených lip v květnu roku 1946. Byla vysazena jako památka na ukončení 2. světové války a u příležitosti 1. svobodných voleb. Dne 19. května 2014 byla lípa vyhlášena památnou. Podle údajů z roku 2014:
| Obvod kmene (ve výčetní výšce): | 2,10 m                         |
| Ochranné pásmo stromu:          | vyhlášené v souladu se zákonem |
| Datum prvního vyhlášení:        | 19. května 2014                |
| Odhad stáří stromu k roku 2023  | asi 80 let                     |

Strom je v dobré kondici.

## Další informace
Lípa porozumění se nachází na trase mezinárodní cyklostezky EuroVelo4. U stromu je informační panel a kamenný kříž.

## Galerie

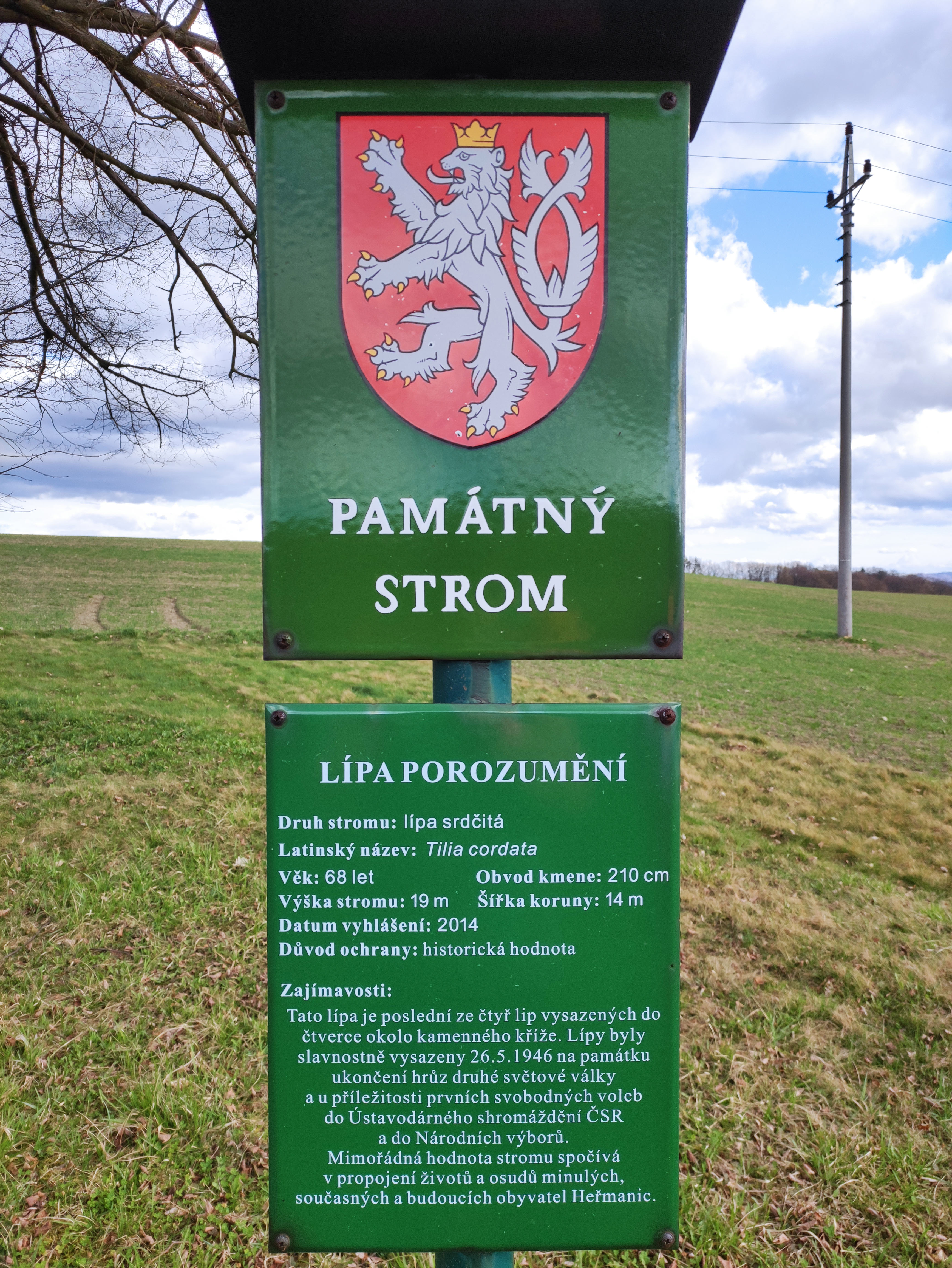
Informační panel u stromu
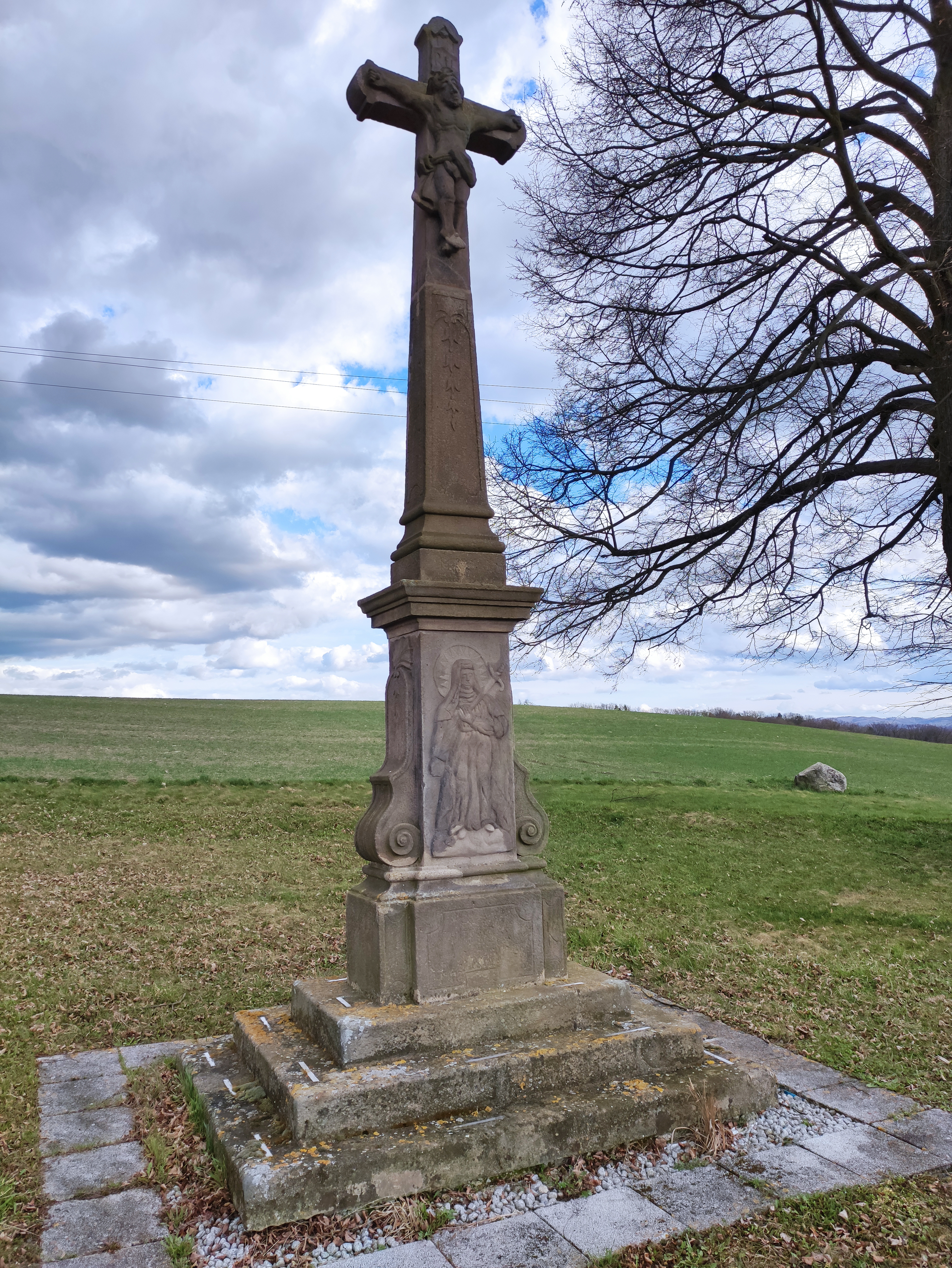
Kříž u stromu